# 아이보시 고이치

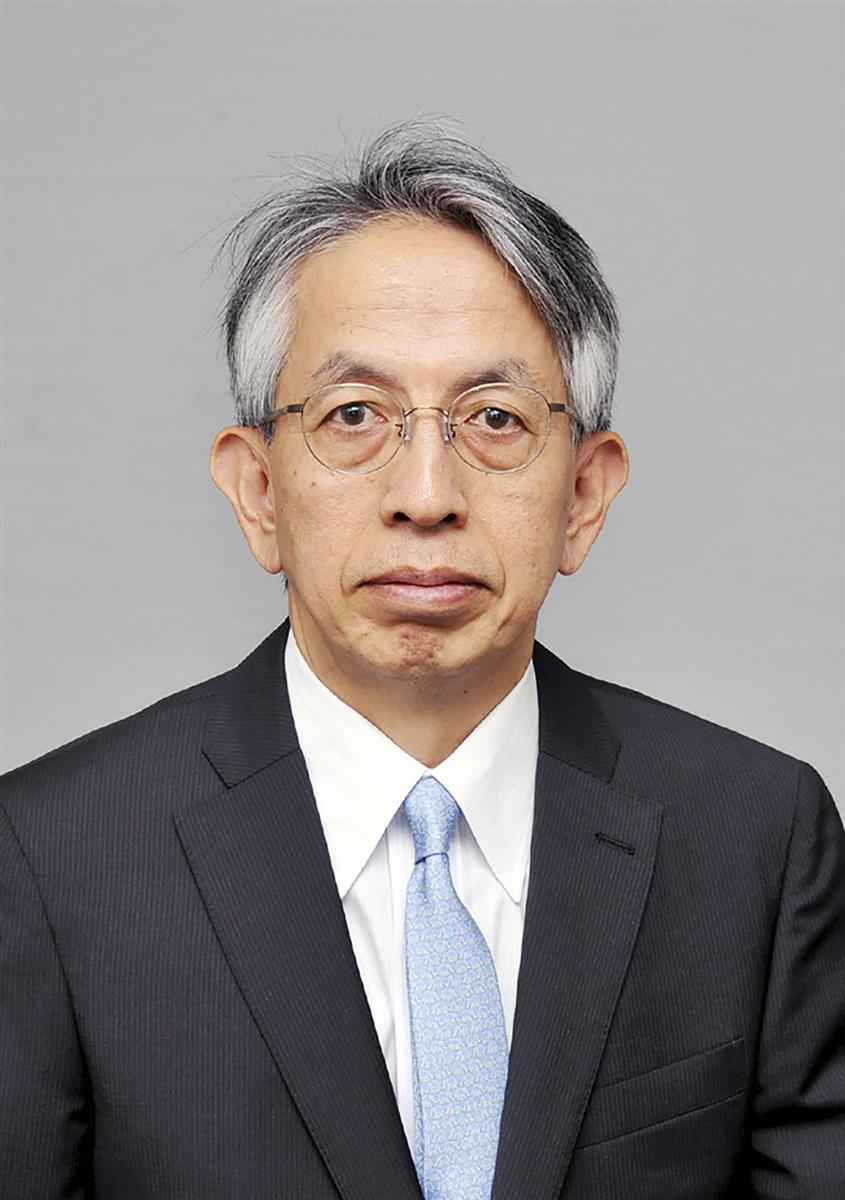
아이보시 고이치

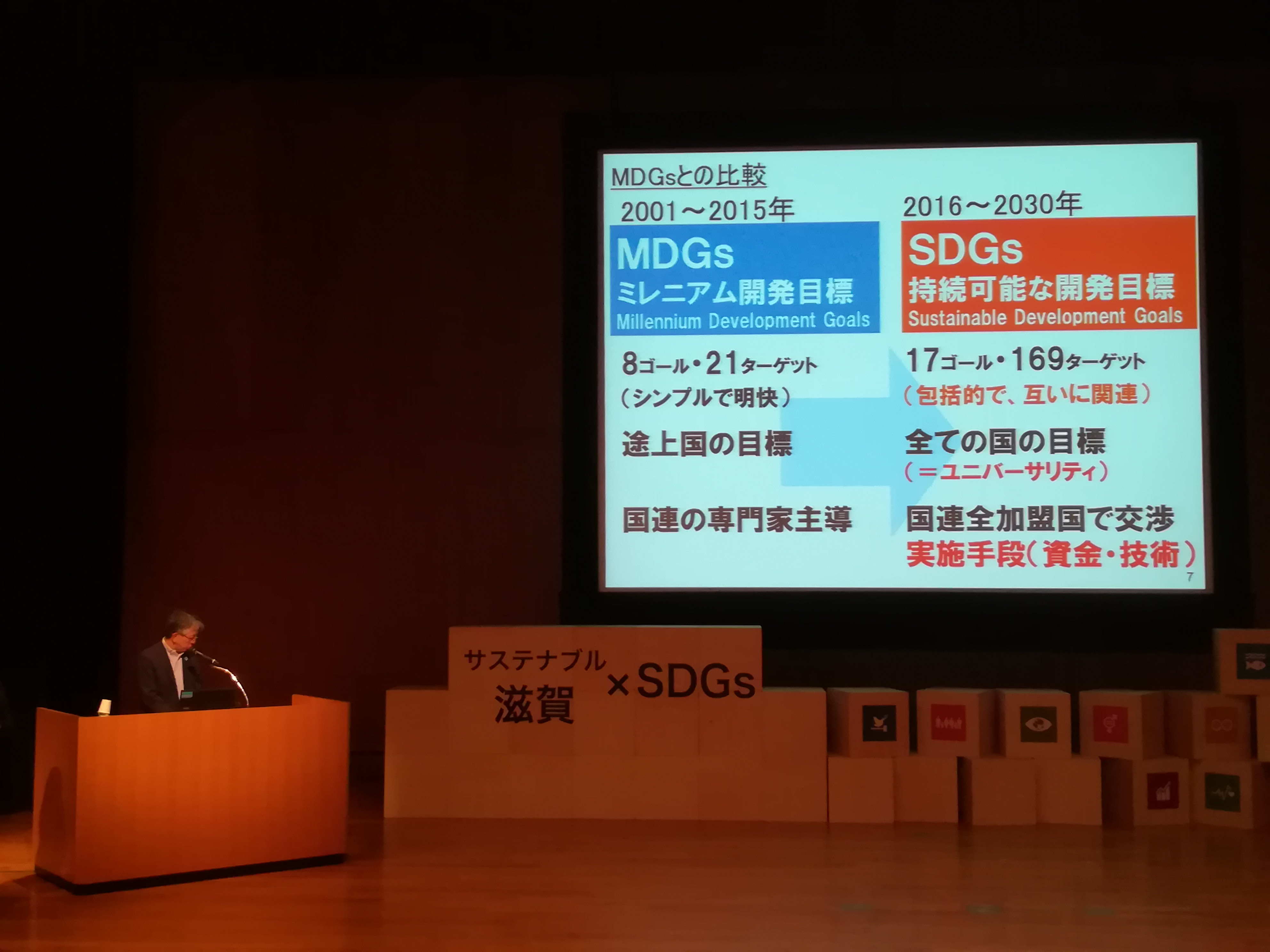
외무성 심의관 시절 유엔 MDGs와 SDGs의 차이를 설명하고 있는 모습(2017년)

아이보시 고이치(일본어: 相星 孝一, 1959년 2월 4일 ~ )는 일본의 외교관이다. 외무성 지구규모과제심의관, 외무성 영사국장을 거쳐 주이스라엘 특명전권대사, 주대한민국 특명전권대사를 맡았다.

## 인물
가고시마현 출신으로 1982년 10월 도쿄 대학 교양학부 재학 중 외무공무원 채용 시험에 합격했다. 이듬해 1983년 도쿄 대학을 졸업하고 외무성에 입성했다. 프랑스어 연수도 받았다.

## 주요 경력
- 1983년 4월: 외무성 입성
- 1995년 12월: 주프랑스 일본대사관 1등 서기관
- 1999년 1월: 주대한민국 일본대사관 1등 서기관(정치부)
- 2000년 1월: 주대한민국 일본대사관 참사관
- 2001년 4월: 외무성 종합외교정책국 국제사회협력부 인권인도과 인도지원실장
- 2002년 8월: 외무성 중동아프리카국 중동제2과장
- 2004년 2월: (겸임) 내각사무관 내각관방 내각참사관(내각관방부장관보), 내각관방 이라크 부흥지원추진실 참사관
- 2004년 8월: 외무성 경제협력국 유상자금협력과장
- 2006년 8월: 주대한민국 참사관
- 2007년 1월: 주대한민국 공사
- 2008년 9월: 주베트남 공사
- 2011년 8월: 외무성 대신관방 국회담당 참사관
- 2012년 9월: 외무성 대신관방 참사관 겸 국제협력국·지구규모과제담당·아프리카부
- 2013년 1월: 중동아프리카국(겸임)
- 2013년 8월: 외무성 대신관방 심의관(지구규모과제담당)
  - 국제협력국 심의관(겸임)
  - 중동아프리카국 심의관(겸임)
  - 아프리카부 심의관(겸임)
- 2014년 1월 6일: 외무성 국제협력국장 보좌 겸 중동아프리카국장 보좌
- 2014년 3월: 동남아시아 국가 연합 일본정부 대표부 특명전권대사[2]
- 2016년 2월: 대신관방 지구규모과제심의관(대사)[3]
- 2017년 7월: 영사국장
- 2018년 7월: 주이스라엘 특명전권대사[4]
- 2021년 1월: 주대한민국 특명전권대사[1][5]